# Antonia rufa
Antonia rufa är en tvåvingeart som beskrevs av Zaitzev 1967. Antonia rufa ingår i släktet Antonia och familjen svävflugor. Inga underarter finns listade i Catalogue of Life.